# Palazzo delle Cariatidi
Il Palazzo delle Cariatidi  o Palazzo dei Telamoni è stato un edificio che sorgeva nel quadrangolo tra le vie dei Verdi, Garibaldi, Centonze e piazza Fulci nella città di Messina. Opera del 1933, fu distrutta nel 30 aprile 1975, per far posto all'palazzo Frette, che fu progettato dall’ing. Cesare Fulci che vi aveva lo studio.

## Profilo e storia dell'architettura
Il monumentale edificio decorato da possenti telamoni o cariatidi è stata progettato dall'ingegnere palermitano Antonio Zanca, in stile neo-rinascimentale. La facciata presentava parti con bugne separate da solchi profondi. Gli angoli arrotondati erano decorati con atlanti o cariatidi, con uno sviluppo marcatamente verticale. Era annesso alla chiesa di Santa Caterina di Valverde.
Le ultime due botteghe a destra (sotto le insegne della Pirelli) erano occupate dalla Concessionaria della Moto Guzzi della Signorina Arnò . Immediatamente prima , esisteva il negozio del Confettificio Pisani (poi trasferitosi nei pressi della Stazione). Alla sinistra del bellissimo ingresso con Telamoni centrale, esisteva la Tabaccheria dei Fratelli Previti ceduta successivamente ai signori Franza.

## Galleria d'immagini

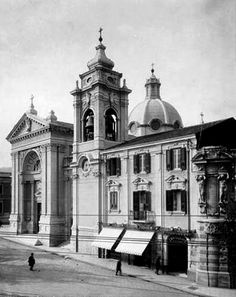
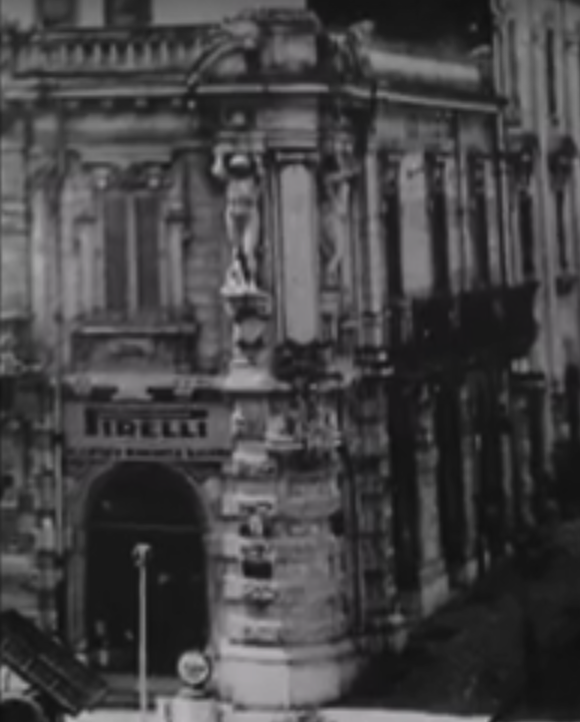
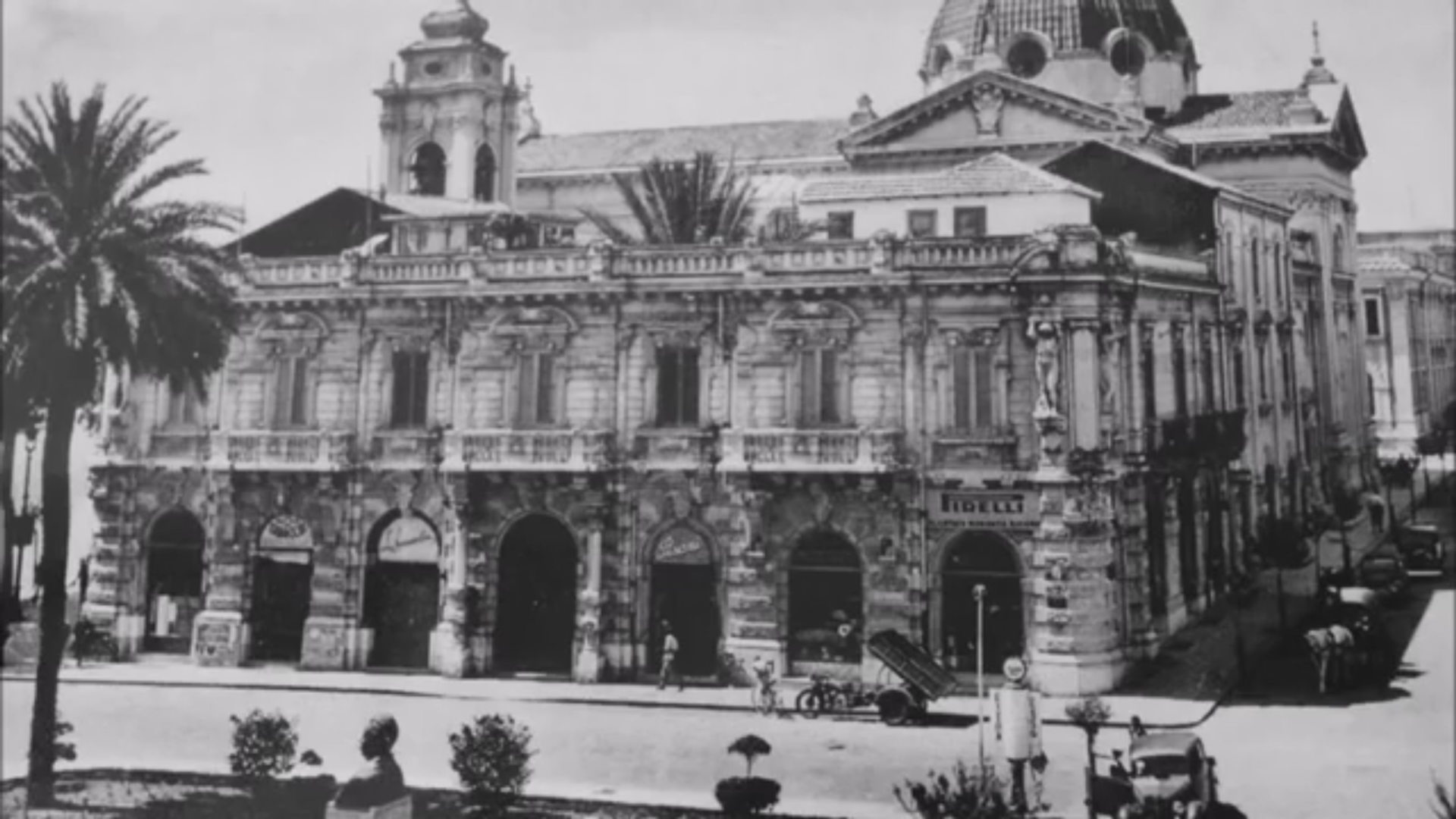
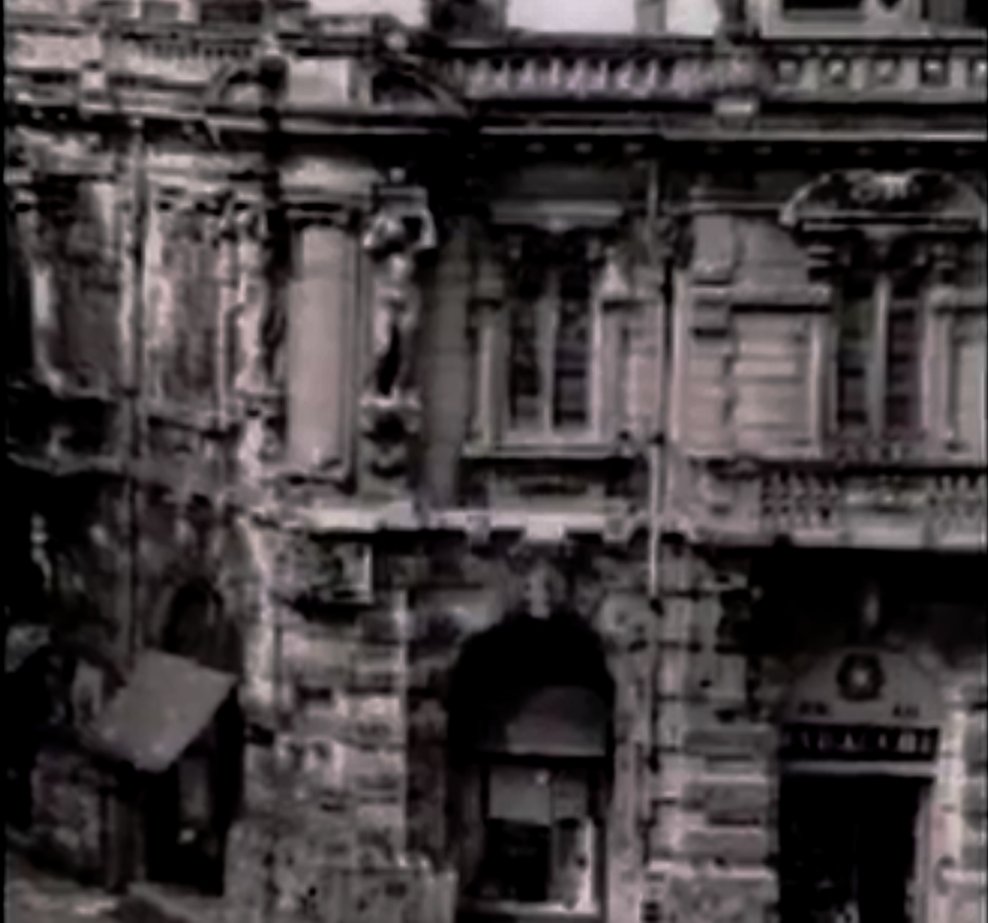